# 杜伊勒里码头

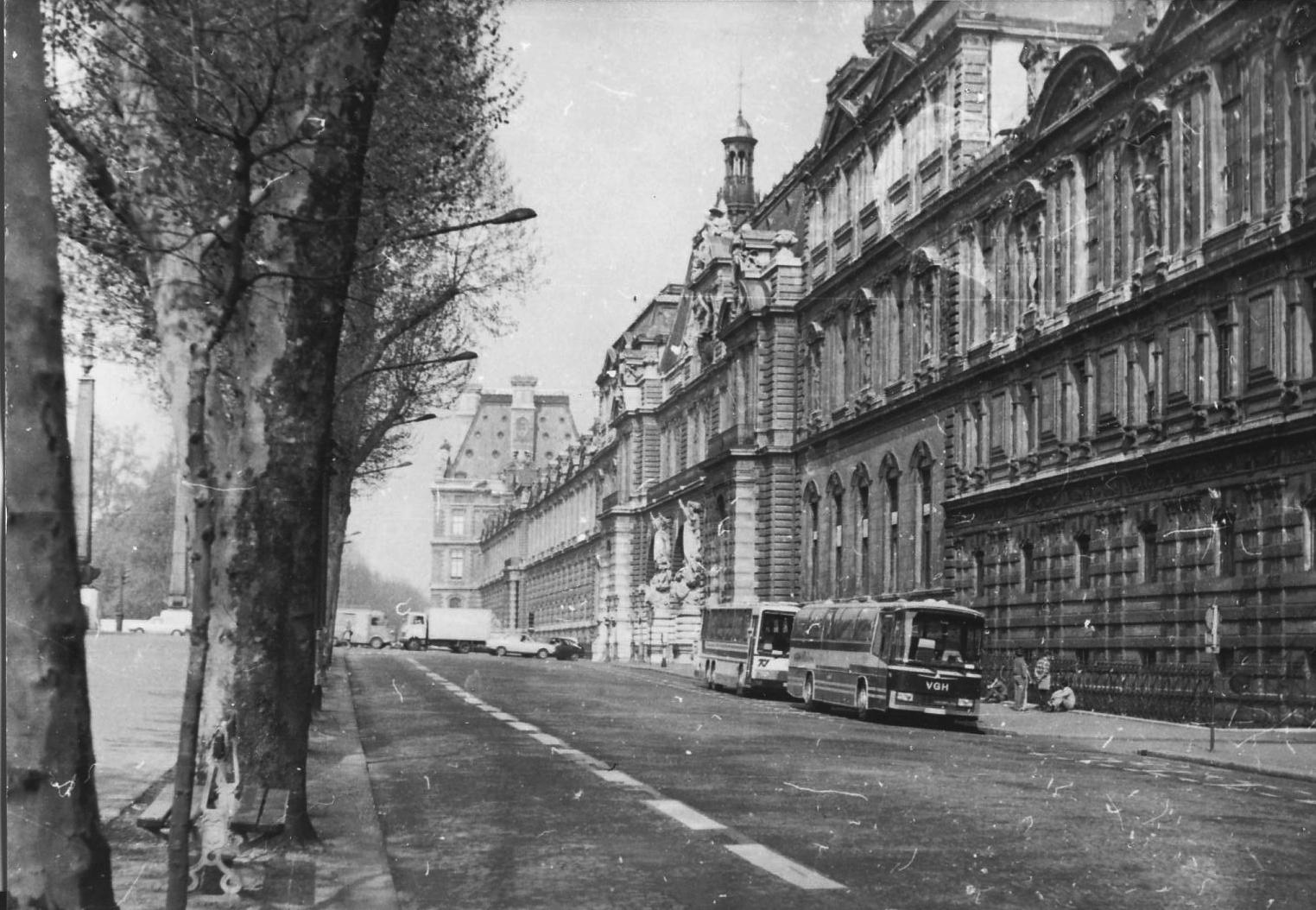
1981年的塞纳河边，远处为杜伊勒里码头

杜伊勒里码头（Quai des Tuileries）是一个位于法国巴黎右岸第一区的码头，伸延到卢浮宫和卢浮码头，位于卡鲁索桥和协和桥之间。码头也相当邻近协和广场。